# Kunio
Kunio ist ein japanischer männlicher Vorname mit der Bedeutung Landbewohner.

## Namensträger
- Kunio Hatoyama (1948–2016), japanischer Politiker
- Kunio Hiramatsu (* 1948), japanischer Politiker
- Kunio Katō (* 1977), japanischer Trickfilmer
- Kishida Kunio (1890–1954), japanischer Schriftsteller, Literaturkritiker, Übersetzer und Dramatiker
- Kunio Lemari (1942–2008), marshallischer Politiker
- Maekawa Kunio (1905–1986), japanischer Architekt
- Ogawa Kunio (1927–2008), japanischer Schriftsteller
- Tsuji Kunio (1925–1999), japanischer Schriftsteller und Hochschullehrer für französische Literatur
- Yanagita Kunio (1875–1962), japanischer Ethnologe und Autor